# Lidia Pérez Bárcenas
Lidia Pérez Bárcenas (12 de julio de 1981) es una política mexicana, miembro del partido Movimiento Regeneración Nacional (Morena). Es diputada federal para el periodo de 2021 a 2024.

## Biografía
Es licenciada en Trabajo Social egresada de la Universidad Nacional Autónoma de México (UNAM).
De 2008 a 2011 fue enlace de alta responsabilidad de la Secretaría de Desarrollo Social y en 2011 fue trabajadora social penintenciara en la Secretaría de Seguridad Pública, ambas instancia federales. De 2011 a 2012 fue funcionaria del área de Recursos Humanos en el Centro de Estudios Científicos y Tecnológicos de Oaxaca.
En 2013 se unió a Morena, fungiendo como asesora del grupo parlamentario del partido en la Cámara de Diputados hasta 2019 y de ese año a 2021 fue titular de la Unidad de Transparencia de la misma Cámara de Diputados.
En 2021 fue candidata de la coalición Juntos Hacemos Historia a diputada federal por el Distrito 11 de la Ciudad de México, resultando elegida a la LXV Legislatura. En la Cámara de Diputados ha sido secretaria de las comisiones de Transparencia y Anticorrupción; y de Hacienda y Crédito Público; e integrante de las de Energía; de Presupuesto y Cuenta Pública; y, de Gobernación y Población.